# Hippodrome de Bernay
L'hippodrome de Bernay, également appelé « hippodrome Victor Lebrun » est un champ de courses situé en périphérie de Bernay. Il est situé dans le département de l'Eure et en région Normandie.
L'hippodrome de Bernay est l'un des 17 hippodromes de la Fédération des Courses d'Île de France et de Haute Normandie.
C'est un hippodrome de 1re catégorie qui accueille des réunions de trot.

## Infrastructures
Avec sa piste en herbe de 1 310 mètres, corde à droite, l'hippodrome dispose de guichets de paris ainsi que d'une tribune couverts.

## Courses
La piste de l'hippodrome propose deux distances de courses : 2 300 mètres et 2 800 mètres.
L'hippodrome de Bernay permet de parier en PMH (Pari Mutuel Hippodrome) sur les courses se déroulant sur sa piste mais propose également des prises de paris nationaux grâce à son guichet PMU et ses retransmissions Équidia.
La première réunion de courses de la saison est l'occasion d'accueillir une des étapes du Trophée Vert, compétition organisée au trot sur des pistes en herbe.

## Animations
L'hippodrome propose des animations notamment pour les plus petits. Ainsi, des baptêmes de poneys, des structures gonflables ou des spectacles de marionnettes pourront enchanter les enfants.

## Galerie photos

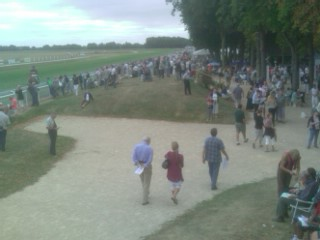
Public
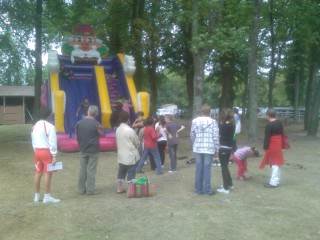
Espace enfants

## Calendrier 2013
L'hippodrome accueille 6 réunions de courses par an, de mai à septembre :
- dimanche 5 mai - trot - Trophée Vert 3 Premium
- lundi 10 juin - trot
- dimanche 7 juillet - trot
- dimanche 28 juillet - trot - 2 Premium
- dimanche 25 août - trot
- dimanche 8 septembre - trot

## Accès à l'hippodrome
L'hippodrome se situe à la sortie de Bernay, sur la gauche à 1 km.
- Accès en voiture : à Bernay, prendre la D140 direction Beaumesnil. Autoroute A28 à 6 km.
- Accès en train : gare de Bernay
- Accès en avion : aéroport de Bernay - Saint-Martin à 2 km